# Hidrură de sodiu
Hidrura de sodiu este un compus anorganic cu formula NaH, fiind o hidrură a unui metal alcalin. Este o bază puternică folosită în sinteza organică. Deși este o hidrură, se comportă ca o sare ionică, fiind compusă din ioni de Na+ și H−, spre deosebire de alte hidruri covalente, precum boranul, metanul, amoniacul sau apa. Este insolubilă în solvenți organici.

## Obținere
Una dintre metodele de obținere ale hidrurii de sodiu sunt încălzirea sodiului metalic la o temperatură între 360—400 °C și trecerea sa printr-un curent de hidrogen:
{\displaystyle \mathrm {2Na+H_{2}\longrightarrow 2\ NaH} }
De asemenea, compusul se mai poate obține și în urma reacției dintre sodiul metalic și hidroxid de sodiu:
{\displaystyle \mathrm {2Na+NaOH\longrightarrow Na_{2}O+NaH} }

## Proprietăți

### Chimice
Hidrura de sodiu este o bază folosită pe larg și de mare utilitate în sinteza organică. Este un compus capabil să deprotoneze o varietate de acizi slabi Brønsted, pentru a forma derivații corespunzători de sodiu. Substraturile tipice pentru acest tip de reacții conțin legături de tipul O-H, N-H, S-H, fiind astfel alcooli, fenoli, pirazoli și tioli.

#### Agent reducător
Hidrura de sodiu poate reduce unii compuși, însă această proprietate nu se extinde și la compușii organici. Trifluorura de bor reacționează cu aceasta, rezultând diboran și fluorură de sodiu:
{\displaystyle \mathrm {6NaH+2BF_{3}\longrightarrow B_{2}H_{6}+6NaF} }
De asemenea, și legăturile omogene de tipul Si-Si și S-S din disilani și disulfuri pot fi reduse.